# Vesele žene windsorske (opera)
Vesele žene windsorske (nem. Die lustigen Weiber von Windsor) so komična opera v treh dejanjih (šestih slikah) Otta Nicolaija. Libreto je spisal H. S. Mosenthal po istoimenski Shakespearjevi igri.
Med bivanjem na Dunaju se je skladatelj seznanil s pesnikom J. Hoffmeistrom in se dogovoril z njim za libreto po Shakespearovi komediji, ki bi naj ga napisal po točni Nicolaijevi zasnovi. Ker pa je Hoffmeister kmalu nato zapustil Dunaj, je prevzel delo H. S. Mosenthal, s čigar delom je bil Nicolai zelo zadovoljen in se je tako z veliko vnemo lotil komponiranja. Sredi skladanja pa se je sprl z direktorjem dunajske opere Balochinom, zaradi česar je odšel v Berlin in tam končal partituro. Krstna predstava je bila 9. marca 1849 v Berlinu pod skladateljevim vodstvom. Opera je kmalu postala ena izmed najpriljubljenejših pri nemškem občinstvu. Zlasti uvertura k operi je večkrat izvajana kot koncertna skladba.
Opero so nekajkrat uprizorili tudi na odru ljubljanske Opere (mdr. sezona 1920/1921, 1940/1941).

## Osebe
- Sir John Falstaff - bas
- Fluth, windsorski meščan - bariton
- Reich, windsorski meščan - bas
- Fenton, mlad meščan - tenor
- Vitez Trska
- Dr. Cajus, Francoz - bariton
- Gospa Fluth - sopran
- Gospa Reich - mezzosopran
- Ana Reich, njena hči - sopran
- Oštir krčme »Pri hlačni podvezici«
- Prvi meščan
- Drugi meščan
- Tretji meščan
- Četrti meščan
- Peti meščan
- Ostali windsorski meščani, točaji, otroci, bajne prikazni.

## Vsebina
Godi se v Windsorju v začetku 17. stoletja.

### Prva slika
Pred Fluthovo in Reichovo hišo.
Sosedi Fluth in Reich ugotovita, da jima je obema sočasno poslal debeli vitez John Falstaff dve povsem enaki ljubezenski pismi, zato skleneta nad njim posebno maščevanje. Reich se vrača proti domu v družbi soseda Flutha in dveh oboževalcev svoje hčerke Ane, viteza Trske in Francoza dr. Cajusa. Fluthu se zelo mudi k ženi, ker ga zaradi nje neprestano mučita ljubosumnost in nezaupljivost. Ker se Reichova hči Ana brani obeh snubcev, se zanaša vitez Trska na očetovo, dr. Cajus pa na materino pomoč in naklonjenost. Medtem pa Ana v ljubi mladega, a revnega Fentona, zato kot ženin pri starših ni dobrodošel.

### Druga slika
Soba v Fluthovi hiši.
Sosedi uresničujeta svoj maščevalni načrt. Gospa Fluth je s pismom povabila Falstaffa, naj jo obišče na domu, gospa Reich pa je v sporazumu z njo obvestila o tem ljubosumnega Flutha, ki mu je v tej šali tudi namenjen poseben delež. Debeli vitez se res primaje in se ob zapeljivi gospe Fluth kaj hitro razneži. V tem pa prihiti Reichova s svarilom, da hiti Fluth domov. Ženski naglo stlačita na smrt prestrašenega Falstaffa v košaro umazanega perila, ki jo velita dvema hlapcema pogrezniti v mlako nedaleč od hiše. Fluth domov pridrvi ves besen od ljubosumja, pretakne vso hišo, ne da bi zasumil, kaj sta hlapca odnesla. Ker ne najde nikjer niti sledu za ženinim ljubimcem, ostane končno pred sosedi sam osramočen in zasmehovan, žena pa ga pred vsemi ošteje in mu zagrozi z ločitvijo.

### Tretja slika
Krčma »Pri hlačni podvezici«.
Falstaff išče v pijači utehe po včerajšnji nezgodi. Potolaži se kmalu, saj prejme pisemce od gospe Fluth z opravičilom in vabilom na nov sestanek. V gostilno stopi skupina meščanov, ki se odpravljajo na ptičji lov, in dobrovoljni vitez John izzove dva izmed njih na pivski dvoboj. Tekmeca omagata ter ju odnesejo, Falstaff pa pije naprej — tokrat s samim Fluthom, ki je prišel preoblečen, da bi mu nastavil past. Falstaff mu nasede in podrobno razloži vso svojo dosedanjo pustolovščino in se še pohvali z novim obljubljenim sestankom. Fluth bi pri tem skoraj počil od ljubosumja, a se le premaga in zadrži, ker bi na vsak način rad ujel viteza pri samem dejanju.

### Četrta slika
Soba pri Fluthovih.
Falstaff pride na drugi sestanek, a prav ko bi rad objel gospo Fluth, spet prihiti gospa Reich z novico, da se Fluth vrača domov. Ženski spravita Falstaffa v sosednjo sobo, kjer ga oblečeta v žensko obleko. Medtem plane v hišo Fluth, zagleda košaro in jo ves divji nekajkrat prebode z mečem, saj je mnenja, da je spet v njej skrit Falstaff. Gospa Reich medtem privede iz stranske sobe viteza, preoblečenega v staro klepetuljo iz Brentforta, ki ji je bil Fluth svojčas prepovedal vstopiti v svojo hišo. Razjarjeni mož Falstaffa ne spozna, temveč vrže nezaželeno starko skozi vrata.

### Peta slika
Na Reichovem vrtu.
Sosedi se skleneta Falstaffu še v tretje maščevati. Ob pozni nočni uri ga nameravata povabiti v windsorski gozd, kjer ga bodo v duhove preoblečeni meščani vzeli v
svoje roke. Gospa Reich se je namenila izrabiti priložnost, da bi omožila hčer z dr. Cajusom. — Trska in dr. Cajus prideta vsak po svoji strani na Reichov vrt v upanju, da bi morda kje ugledala svojo oboževanko. Ko se pa oglasi prvi šum, se oba naglo skrijeta vsak za svoj grm in morata biti v tem nerodnem položaju za priči ljubezenskemu prizoru med Ano in njunim tekmecem Fentonom.

### Šesta slika
Windsorski gozd opolnoči.
Falstaff pride oblečen kot bajeslovni lovec Herne z jelenjim rogovjem na glavi na dogovorjeni sestanek. Od druge strani se mu približata obe sladki ženki, a ko že misli, da mu je uspelo osvojiti ženski, se zasliši grozljiv hrup. Družba meščanov pridivja našemljena v strašne prikazni in muči Falstaffa, dokler se grešnik ne spokori. Ko snamejo maske, debeli vitez ugotovi, da sta ženski iz njega zgolj brili norce. Vsi se mu smejo, končno pa mu vse odpuste. Fenton in Ana sta izrabila položaj, saj sta speljala Trsko in dr. Cajusa na led in se skrivaj v gozdni kapelici poročila. Oče in mati Reich se morata sprijazniti z dejstvom in podelita mlademu paru svoj blagoslov.

## Glasbeni primer
- Uvertura k operi